# Stutterheimsches Palais
Das Stutterheimsche Palais (auch Stuterheim'sches Palais oder Palais Stutterheim genannt) ist das bedeutendste barocke Adelspalais in Erlangen. Es befindet sich an der Südseite des Marktplatzes und wurde 1728–1730 erbaut. Heute beherbergt es die Stadtbibliothek Erlangen und das Kunstpalais Erlangen.

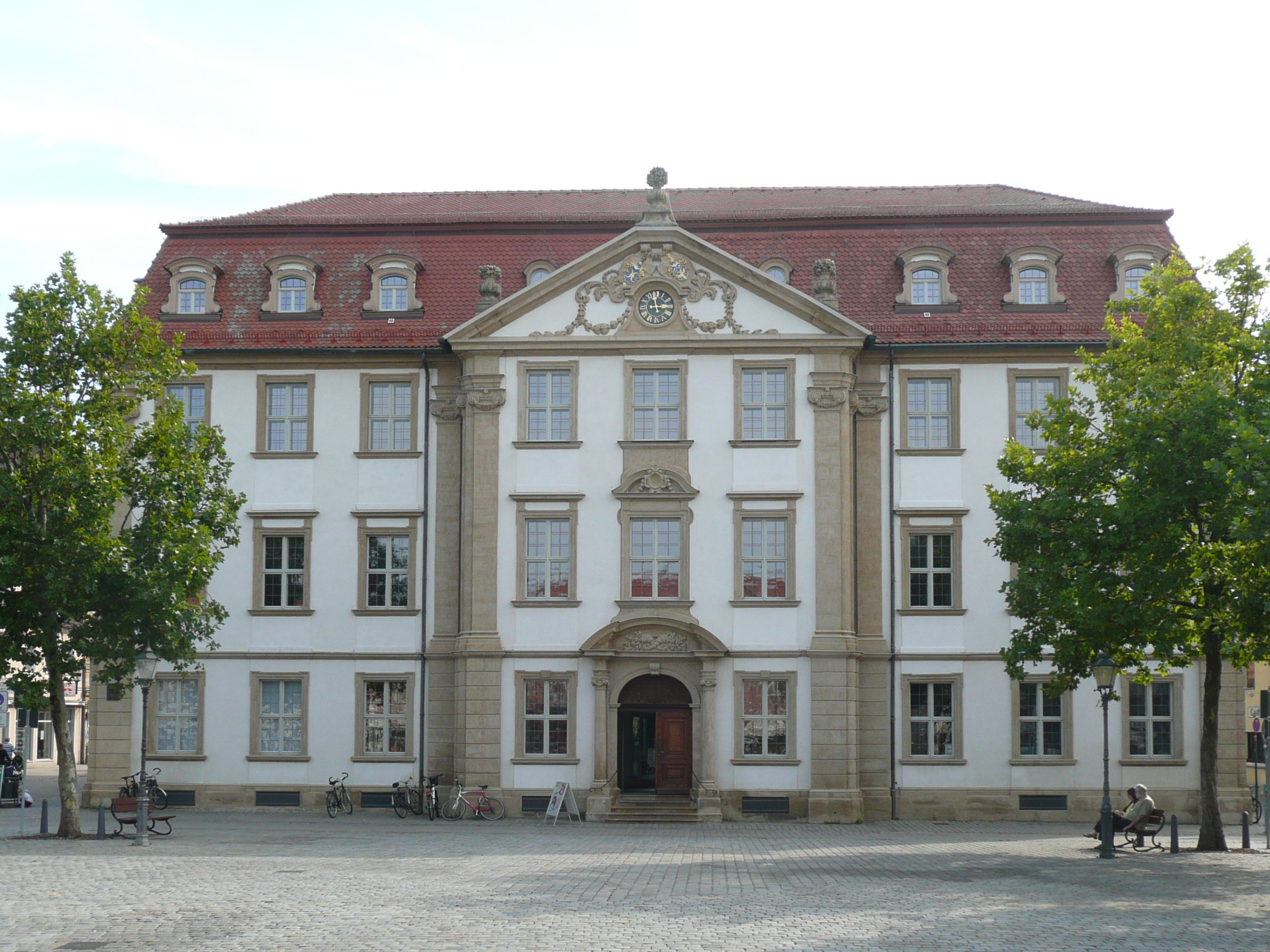
Fassade des Stutterheimschen Palais am Marktplatz, Blick von Norden (2011)

## Beschreibung
Das an drei Seiten freistehende Gebäude bildet den Kopfbau der Gebäudefluchten zwischen der Haupt- und Einhornstraße. Die Fassade des dreigeschossigen Massivbaus besitzt neun zu fünf Fensterachsen und ist mit Ausnahme der Architekturplastik verputzt. Das Grundfläche des Palais beträgt ca. 31 × 16 Meter. Die Obergeschosse werden durch ionische Eckpilaster mit Gebälkstücken zusammengefasst, die auf gefugten Erdgeschosslisenen stehen. Die Kapitelle der Pilaster sind jeweils mit Festons geschmückt. Die Fenster des Palais weisen eine Kröpfrahmung auf und sind im Mittelgeschoss zusätzlich mit einer geraden Verdachung versehen, um dieses als Hauptgeschoss zu betonen. Die vertikalen Achsen werden zusätzlich durch Brüstungsfelder zwischen den Fenstern betont. Den oberen Abschluss der Fassade bildet ein Kranzgesims. Bekrönt wird das Gebäude von einem durch Gauben gegliederten Mansardwalmdach.

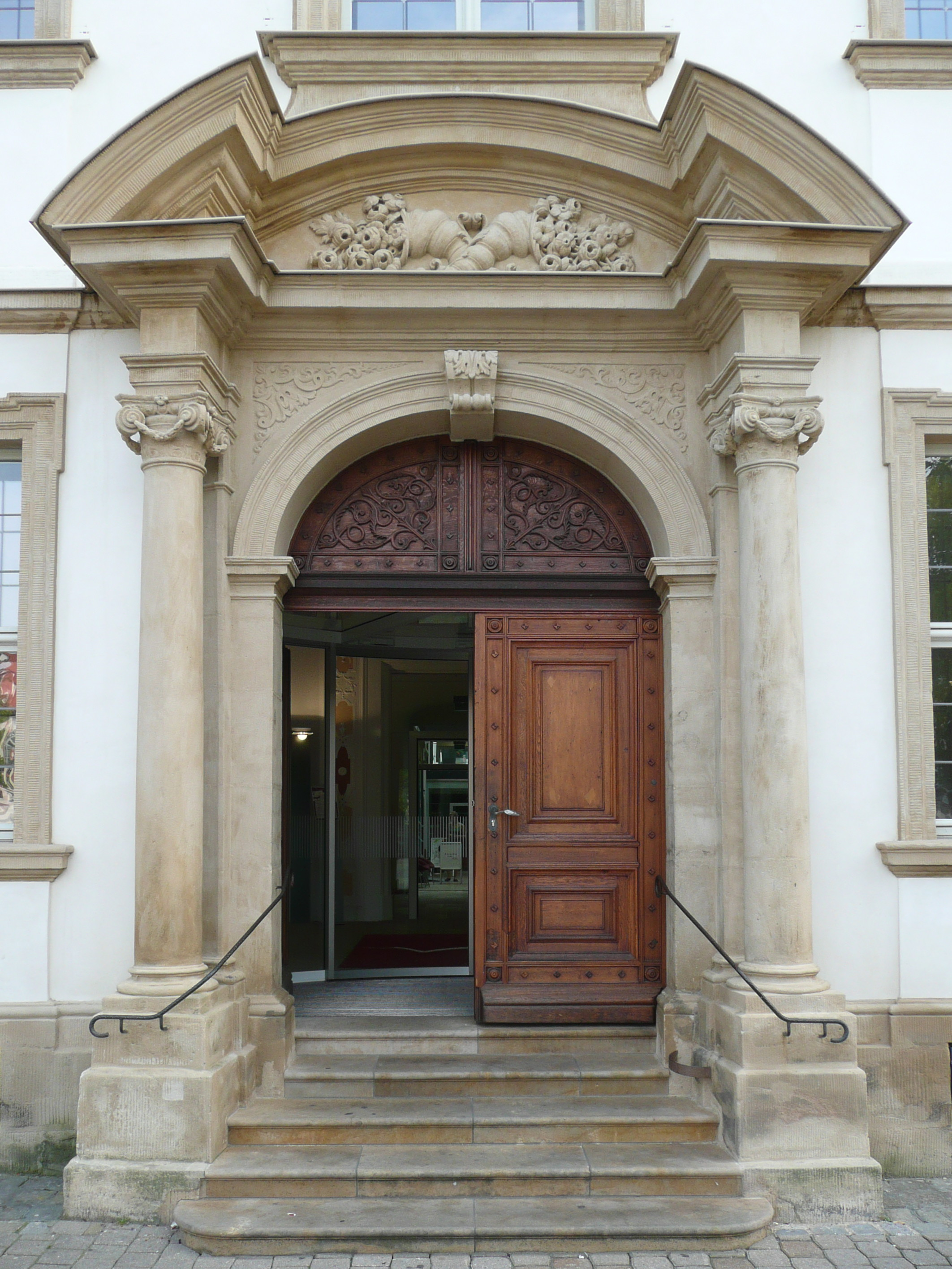
Hauptportal des Palais (2011)

Die Schauseite zum Marktplatz hin bestimmt ein dreiachsiger Mittelrisalit mit gerundeten Ecken, der ebenfalls von ionischen Pilastern gerahmt wird. Ein mit Vasen verzierter Dreiecksgiebel, der das Allianzwappen des Erbauers von Stutterheim und eine Uhr beinhaltet, schließt den Risalit nach oben ab. In der mittleren Achse befindet sich als Haupteingang des Gebäudes ein Korbbogenportal, das auf beiden Seiten von ionischen Freisäulen flankiert wird, die einen gesprengten Dreiecksgiebel tragen. Die Giebelfläche ist mit Füllhörnern geschmückt.
Zu dem denkmalgeschützten Baukomplex gehören zwei südliche Erweiterungen. An der Hauptstraße schließt ein fünfachsiger, später in der Fassadengliederung angeglichener Anbau mit drei Stockwerken an. Er wurde 1885–1886 errichtet und beherbergte früher das Hauptpostamt. Entlang der Einhornstraße erweitert das Palais ein zweigeschossiger Anbau von sechs Fensterachsen, der 1890 erbaut wurde und früher als Polizeiwache mit Arrestzellen diente. Unter dem Palais liegen tiefe Gewölbekeller.:86
Hinter dem Risalit befindet sich im Erdgeschoss ein querovales Vestibül und im ersten Obergeschoss ein großer Saal. In diesen und einigen weiteren Räumen sowie an der Decke über den Treppenläufen hat sich eine reiche Stuckausstattung aus der Bauzeit erhalten, die stilistisch dem Umfeld des Bayreuther Hofstuckateurs Andrea Domenico Cadenazzi stammt. Das Grundmotiv bilden jeweils Band- und Gitterwerkdekorationen mit Vasen, Vögeln und anderen Motiven. Den Zugang zum seitlich gelagerten Treppenhaus wird in allen Geschossen jeweils durch Korbbogenarkaden hergestellt.

## Geschichte
Ursprünglich sollte an der Südseite des Marktplatzes das Rathaus der Neustadt Erlangen errichtet werden. Stattdessen befanden sich bis zu ihrer Verlegung hier zunächst die Brot-, Fleisch- und Mehlbänke.
Erst 1728 wurde dann mit dem Bau des monumentalen Palais für Geheimrat und Amtshauptmann Christian Hieronymus von Stutterheim begonnen, der von Markgraf Georg Friedrich Karl finanziell gefördert wurde. Der Rohbau des Gebäudes wurde 1730 vollendet. Der Entwurf für das Palais stammt wahrscheinlich von Wenzel Perner, der auch am Bau der Alt- und Neustädter Kirche in Erlangen beteiligt war.
1755 ging das Stutterheimsche Palais in den Besitz des Hofrats Johann Gottfried Groß über. Nach dem verheerenden Brand im Erlanger Schloss verbrachte die Markgrafenwitwe Sophie Caroline Marie hier von 1814 bis 1817 ihre letzten Jahre. Ab 1836 diente das Palais als Rathaus der Stadt Erlangen. Für den Sitzungssaal fertigte der Nürnberger Maler Friedrich Wanderer 1893 vier Glasgemälde mit Motiven aus der Erlanger Geschichte an, die sich heute im Besitz des Erlanger Stadtmuseums befinden. Ein Brand im Jahr 1921 beschädigte Teile der Stuckausstattung, die danach zum Teil erneuert werden musste.
Im Zuge der reichsweiten Pogrome gegen Juden brachten SA-Trupps am 10. November 1938 Juden aus Erlangen und Umgebung in den Hof des Erlanger Rathauses, wo sie stundenlang im Freien ausharren mussten, während ihre Wohn- und Geschäftsräume geplündert wurden. Die Aktion wurde von den Nationalsozialisten fotografisch dokumentiert.
Seit dem Umzug des Rathauses in einen Neubau im Jahr 1971 beherbergt das Palais die Stadtbibliothek Erlangen. Im Parterre befindet sich seit 1974 die städtische Galerie, die inzwischen unter dem Namen Kunstpalais Erlangen firmiert. Darüber hinaus bot das Palais Raum für die Geschäftsstelle und die Bibliothek des Heimat- und Geschichtsvereins Erlangen, bis diese in den so genannten Museumswinkel in der Luitpoldstraße umzogen.